# Raini Rodriguez
Raini Rodriguez (ur. 1 lipca 1993 w Bryan) – amerykańska aktorka i piosenkarka.

## Filmografia
Filmy:
- 2015: Paul Blart: Mall Cop 2 jako Maya Blart
- 2012: Girl in Progress jako Tavita
- 2011: Prom jako Tess
- 2009: Oficer Blart jako Maya Blart
- 2009: Slice of Water jako Maggie Blumsfeld
- 2009: Gordita jako Teenage Tatiana
- 2008: The No Sit List jako siostra Marco
- 2007: Parker jako Kid on Playground #1

Serial:
- 2015: Stuck in the Middle jako Jackie
- 2015: To nie ja  jako Trish De la Rosa
- 2012: Jessie jako Trish De la Rosa
- 2011–2016: Austin i Ally jako Trish De la Rosa
- 2011: True Jackson  jako Nina
- 2011: The Tonight Show with Jay Leno jako Herself
- 2010: Ja w kapeli jako Arlene Roca
- 2007: Family of the Year  jako Maria
- 2007: Nie ma to jak hotel jako Betsy
- 2006: Huff jako Denise